# مجلس بنغلاديش الوطني للتغذية
مجلس بنغلاديش الوطني للتغذية  هو هيئة حكومية مستقلة مسئولة عن تخطيط سياسة الغذاء والتغذية داخل بنغلاديش. يقع المجلس في محمدبور، ثانا، دكا، بنغلاديش. يرأس هذا المجلس رئيس الوزراء.
| التأسيس       | عام 1975       |
| ------------- | -------------- |
| المقر الرئيسي | دكا - بنغلاديش |
| المنطقة       | بنغلاديش       |
| اللغه الرسميه | بنغالي         |

## تاريخه ونشأته
أنشئ مجلس بنغلاديش الوطني للتغذية عام 1975 بأمر من رئيس بنغلاديش.
منذ عام 1998 يراقب المجلس اسبوع التغذية القومي كل عام على الصعيد الوطني والمحلي والمقاطعة نفسها.
يقوم المجلس بنشر مجلة مرتين كل عام، تسمى مجلة جنوب آسيا للتغذية، كما يساعد المجلس أيضا في عملية تخطيط برامج التغذية للوزارات السبع عشر ذات الصلة.
وفي عام 1994 أجريت دراسة استقصائية وطنية عن التغذية بمساعدة البنك الدولي.